# Maserati MC12 Corsa
La MC12 Corsa è un'autovettura biposto costruita dalla Maserati dal 2006 al 2007. Sviluppata partendo dalla Maserati MC12 GT1, vincitrice nel 2005 del Campionato FIA GT, è stata destinata alla sola clientela privata, per essere utilizzata esclusivamente in pista, sebbene derivi da una vettura studiata per le corse, non è omologata per le competizioni né per l'uso stradale. È conosciuta anche come Maserati MC12 Versione Corse.

## Contesto
La MC12 Corsa è stata sviluppata alla metà del 2006 "…in risposta alla richiesta dei clienti che vogliono possedere la versione da gara della MC12 da usare nelle giornate su pista (track days), dove gli appassionati possono guidare le loro autovetture ad alta velocità in sicurezza nei tracciati di gara...", come dichiarato da Edward Butler, manager generale per la Maserati in Australia e Nuova Zelanda . Le “giornate su pista” sono degli appuntamenti in cui gli appassionati si ritrovano in un determinato autodromo con le loro auto più o meno potenti per dar sfogo alla loro voglia di velocità, senza rischio di incorrere in sanzioni. Durante queste giornate la Maserati era responsabile della manutenzione delle vetture, che erano utilizzate in queste “giornate su pista” perché non omologate per l'uso stradale e per le altre competizioni.

## Specifiche tecniche

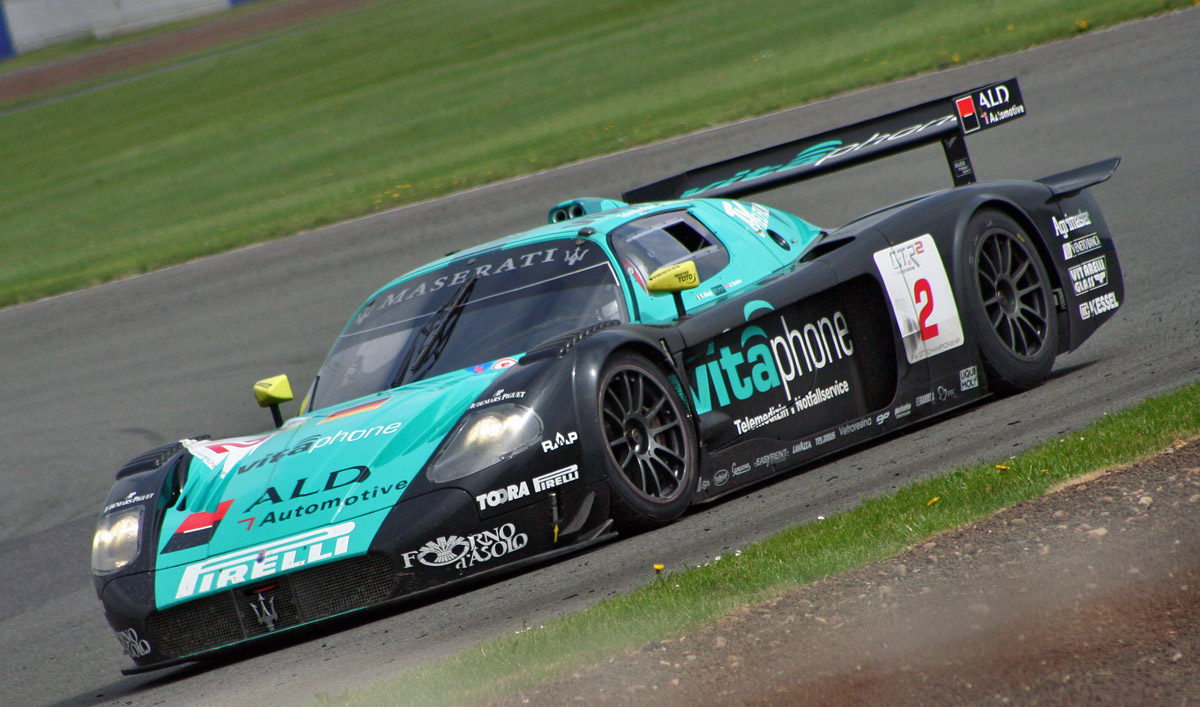
Una MC12 Corsa impegnata in pista nel 2006

L'impostazione tecnica di questa vettura segue uno schema a motore centrale posteriore longitudinale e trazione posteriore. Il propulsore è una versione del Ferrari F140, lo stesso della MC12 GT1, vale a dire un V12 a 65° con cilindrata di 5998 cm³, ma privo di flange sui collettori di aspirazione (come invece imposto dalla normativa tecnica del FIA GT) per cui può erogare una maggiore potenza, toccando i 755 CV (555 kW) a 8.000 giri al minuto, ben 125 CV in più del motore stradale, limitato a 630 CV.
Questa unità ha un rapporto di compressione di 11,2:1. La trasmissione è semiautomatica tipo “Maserati Cambiocorsa” a 6 rapporti. I freni sono da competizione in acciaio e carbonio, ma non è installato l'ABS. Il peso è di 1150 kg. Raggiunge la velocità massima di 330 km/h.
La Maserati MC12 Corsa veniva venduta a circa 1 milione di euro e ne sono stati realizzati solo 12 esemplari, vendute a clienti selezionati per le “giornate su pista” organizzate dalla Maserati. Altri tre esemplari furono costruiti per i test e per scopi pubblicitari. Era disponibile con la tonalità di colore “Blu Vittoria”, ma era personalizzabile a richiesta.
È stata paragonata alla Ferrari FXX perché era una vettura da competizione collegata ad un altro modello, non era omologata per l'uso stradale ed era solo usata nelle “giornate su pista”. Ma la Ferrari FXX era utilizzata anche per i test sulle nuove tecnologie e per le registrazioni di statistiche, mentre la MC12 Corsa veniva usata per le competizioni tra clienti.